# Косолапова, Анастасия Ивановна
Анастасия Ивановна Косолапова (1913—1979) — советская работница сельского хозяйства, Герой Социалистического Труда.

## Биография
Родилась в 1913 году в большой крестьянской семье.
В племсовхозе «Каяльский» работала с первых дней его создания — с 1932 года.
В 1965 году Косолапова взяла обязательство получить от каждой свиноматки по 20 поросят и получила от 16 закреплённых за нею свиноматок по 22 поросенка.
Решением бюро Азовского райкома КПСС и исполкома районного Совета депутатов трудящихся, за успехи, достигнутые в развитии сельскохозяйственного производства, и активное участие в общественной жизни, Косолапова была занесена под номером один в Книгу трудовой Славы газеты «Красное Приазовье».
Анастасии Ивановне одной из первых в хозяйстве присвоили звание ударницы коммунистического труда.
Муж Косолаповой — зоотехник Иосиф, погиб в 1941 году в Великую Отечественную войну. Она воспитала двоих сыновей — Ивана и Алексея.
Умерла в 1979 году.

## Награды
- Указом Президиума Верховного Совета СССР от 22 марта 1966 года — за успехи в развитии животноводства, увеличении производства и заготовки продуктов животноводства, свинарке госплемзавода «Каяльский» Анастасии Косолаповой было присвоено звание Героя Социалистического Труда с вручением ордена Ленина и золотой медали «Серп и Молот».

## Память
- В хуторе Ельбузд именем Анастасии Косолаповой названа улица.[1]